# Anjos (Lisbonne)
Pour la station de métro, voir Anjos (Métro de Lisbonne).
Anjos est une ancienne freguesia de Lisbonne.